# Archer (série de televisão)
Archer é uma sitcom de animação adulta americana criada por Adam Reed para FX . O programa segue as façanhas de uma agência de inteligência disfuncional, liderada por Sterling Archer (dublado por H. Jon Benjamin) e sete de seus colegas - sua mãe Malory Archer (Jessica Walter), Lana Kane (Aisha Tyler), Cyril Figgis (Chris Parnell), Cheryl Tunt (Judy Greer), Pam Poovey (Amber Nash), Ray Gillette (Adam Reed) e o Dr. Algernop Krieger (Lucky Yates). A história distingue-se pela reinvenção artística, evoluindo de uma zombaria com um ambiente de espionagem a uma antologia com mitologias auto-suficientes. O show voltou às raízes após a décima temporada.
Reed concebeu Archer logo após o cancelamento de sua comédia FriskyDingo, do Adult Swim. Sua experiência de férias na Espanha e a influência de franquias como a série James Bond, moldaram sua visão do programa. Algumas das marcas registradas incluem humor cheio de referências da cultura pop, diálogo rápido e meta-comédia. Archer é feita em animação limitada,  remetendo às animações típicas da metade do século XX e um estilo um tanto pop-art. Os atores gravam suas falas individualmente, e o show regularmente contrata um elenco recorrente para os personagens secundários. Desde sua estreia em 17 de setembro de 2009, 118 episódios do programa foram ao ar. Novos episódios de Archer foram transmitidos na FXX desde 2017, com a décima segunda temporada estreando em 25 de agosto de 2021. Em setembro de 2021, a série foi renovada para uma décima terceira temporada.
Archer recebeu críticas positivas e ganhou prêmios, incluindo quatro Primetime Emmy Awards e quatro Critics Choice Awards. Também recebeu 15 indicações ao Prêmio Annie, entre outros, por realizações notáveis em animação, escrita, direção e dublagem. O show gerou várias formas de mercadoria licenciada, incluindo livros e um álbum, resultado de um sucesso continuado.